# Kyllinga squamulata
Kyllinga squamulata är en halvgräsart som beskrevs av Vahl. Kyllinga squamulata ingår i släktet Kyllinga och familjen halvgräs. Inga underarter finns listade i Catalogue of Life.